# فاکر بایکورت
فاکر بایکورت (به ترکی استانبولی: Fakir Baykurt) به اسم شناسنامه‌ای طاهر بایکورت (زاده ۱۵ ژوئن ۱۹۲۹ – مرگ ۱۱ اکتبر ۱۹۹۹) نویسنده و فعال اتحادیهٔ کارگری ترک بود.

## اوایل زندگی
فاکر بایکورت در ۱۵ ژوئن ۱۹۲۹، پسر الیف و ولی بایکورت، در آچاکوی استان بوردور ترکیه متولد شد. او در سال ۱۹۳۶ در مدرسه ابتدایی آکاچوی ثبت نام کرد و فقط دو سال بعد پدرش را از دست داد. پس از مرگ پدرش، فاکیر با کمک عمویش برای کارگری در نساجی به برهانیه در بورسا نقل مکان کرد. در دوران جنگ جهانی دوم، عموی او، عثمان، به ارتش ترکیه پیوست و این به فاکیر کمک کرد تا آزادانه به تحصیل ادامه دهد. سال ۱۹۴۲ سالی بود که فاکیر با وجود ابتلا به مالاریا شروع شعر نوشتن کرد.
پس از فارغ‌التحصیلی از مدرسه ابتدایی، او در یک موسسه روستایی در گونن، ایسپارتا ثبت نام کرد. در طی آن دوران فاکیر بر خواندن و سرودن شعر متمرکز شد و فرصتی برای خواندن کتاب پیدا کرد. او دربارهٔ آن زمان می‌گوید: «مؤسسه روستایی فرصتی عالی برای من بود. من می‌توانستم پس از فارغ‌التحصیلی به هر مدرسه‌ای که خانواده‌ام توان تأمین هزینه آن را نداشت، وارد شوم. موسسات روستایی دانش‌آموزان روستایی مانند من را که آرزوی تحصیل در مقاطع دانشگاهی داشتند جذب می‌کردند.» در این سال‌ها فاکیر اشعار ناظم حکمت، شاعر چپ و رمان‌نویس که در آن زمان دستگیر شده بود را می‌خواند. او به دلیل فشار سیاسی بر کمونیست‌ها در ترکیه مجبور به خواندن این اشعار در خفا بود.

## حرفه ادبی
اولین شعر منتشرشدهٔ فاکیر، رایحهٔ باسیلی من، در مجله محلی Türke Doğru چاپ شد. در سال ۱۹۴۷، او نام فاکیر بایکورت را به عنوان اسم مستعار خود برگزیدکه بیش از نام واقعی‌اش، طاهر، در میان جامعه ادبی ترکیه شناخته شده‌است. او در دوران حرفه‌ای‌اش چندین بار شاعران و نویسندگان آن زمان را ملاقات کرد. دو سال بعد، فاکیر وارد دانشکده ادبیات ترکی دانشگاه گازی شد. به دلیل برخی از نوشته‌های او در مجلهٔ غیرت، تحت بازگرد قرار گرفت. در سال ۱۹۵۵ او از دانشگاه فارغ‌التحصیل شد و اولین کتابش کک‌مکی منتشر شد.
در سال ۱۹۵۸ فاکیر جایزه یونس نادی را برای اولین رمانش به نام با نام Yılanların Öçü (انتقام مارها) به دست آورد. با این حال او و کمیتهٔ داوری یونوس نادی به دلیل این تصمیم تحت پیگرد قانونی قرار گرفتند. پس از این پیگرد قانونی، فاکیر برای روزنامهٔ سکولار و جمهوری‌خواه جمهوریت، شروع به نوشتن کرد.

## مبارزات سیاسی
پس از تمام شدن سرکوب سیاسی در ترکیه در اثر کودتای ۱۹۶۰، اولین رمان فاکیر Yılanların Öcü توسط متیین ارکسان به فیلم درآمد اقتباسی تئاتری نیز از آن ساخته شد. اگر چه در ابتدا با توجه به لحن منتقدانه، این فیلم ابتدا ممنوع از نمایش شد، اما بعداً توسط نفوذ رئیس‌جمهور چمال گورسل فرصت پخش پیدا کرد. رمان‌های او Onuncu Köy (دهمین دهکده)، Karın Ağrısı (دل‌درد)، Irazca'nın Dirliği (صلح در ایرازجا) در این دوره منتشر شدند.
رمان‌های او American Sargisy (لاپوشانی آمریکایی) و Kaplumbağalar (لاک‌پشت‌ها) در سال ۱۹۶۷ منتشر شدند.

## آثار

### رمان‌ها
- Yılanların Öcü (۱۹۵۴)
- Irazcanın Dirliği (۱۹۶۱)
- Onuncu Köy (۱۹۶۱)
- Amerikan Sargısı (۱۹۶۷)
- Tırpan (۱۹۷۰)
- Köygöçüren (۱۹۷۳)
- Keklik (۱۹۷۵)
- Kara Ahmet Destanı (۱۹۷۷)
- Yayla (۱۹۷۷)
- Yüksek Fırınlar (۱۹۸۳)
- Koca Ren (۱۹۸۶)
- Yarım Ekmek (۱۹۹۷)
- Kaplumbağalar (۱۹۸۰)

### داستان‌های کوتاه
- Çilli (۱۹۵۵)
- Efendilik Savaşı (۱۹۵۹)
- Karın Ağrısı (۱۹۶۱)
- Cüce Muhammad (۱۹۶۴)
- Anadolu Garajı (۱۹۷۰)
- On Binlerce Kağnı (۱۹۷۱)
- Can Parası (۱۹۷۳)
- İçerdeki Oğul (۱۹۷۴)
- Sınırdaki Ölü (۱۹۷۵)
- Gece Vardiyası (۱۹۸۲)
- Barış Çöreği (۱۹۸۲)
- Duisburg Treni (۱۹۸۶)
- Bizim İnce Kızlar (۱۹۹۲)
- Dikenli Tel (۱۹۹۸)

### مقالات اجتماعی
- Efkar Tepesi (۱۹۶۰)
- Şamaroğlanları (۱۹۷۶)
- Kerem ile Aslı (۱۹۷۴)
- Kale Kale (۱۹۷۸)
- Kaplumbağalar (۱۹۸۰)

### داستان‌های کودکان
- Topal Arkadaş
- Yandım Ali
- Sakarca
- Sarı Köpek
- Dünya Güzeli (۱۹۸۵)
- Saka Kuşları (۱۹۸۵)

### شعر
- Bir Uzun Yol
- Dostluga Akan Şiirler